# Solanum decipiens
Solanum decipiens là loài thực vật có hoa trong họ Cà. Loài này được Opiz miêu tả khoa học đầu tiên.